# Wyoming Roundup
Wyoming Roundup è un film del 1952 diretto da Thomas Carr.
È un western statunitense con Whip Wilson, Tommy Farrell, Phyllis Coates, Richard Emory e Robert J. Wilke.

## Produzione
Il film, diretto da Thomas Carr su una sceneggiatura di Daniel B. Ullman, fu prodotto da Vincent M. Fennelly per la Monogram Pictures e girato nell'Iverson Ranch a Chatsworth, Los Angeles, California, e nel Wyoming, dalla fine di giugno del 1952. Il titolo di lavorazione fu Hired Guns.

## Distribuzione
Il film fu distribuito negli Stati Uniti dal 9 novembre 1952 al cinema dalla Monogram Pictures.